# تیم ملی فوتسال ماکائو
تیم ملی فوتسال ماکائو نماینده ماکائو در مسابقات بین‌المللی فوتسال و یکی از تیم‌های فوتسال آسیایی است.
براساس رده‌بندی فیفا تیم فوتسال ماکائو جایگاه ۱۱۱ را در بین تیم‌های ملی فوتسال جهان دارد.